# Anisorrhina flavomaculata
Anisorrhina flavomaculata är en skalbaggsart som beskrevs av Johan Christian Fabricius 1798. Anisorrhina flavomaculata ingår i släktet Anisorrhina, och familjen Cetoniidae. Inga underarter finns listade i Catalogue of Life.